# Phare de Marienleuchte
Le phare de Marienleuchte (en allemand : Leuchtturm Marienleuchte) est un phare actif situé au nord-est de l'île de Fehmarn, dans l'Arrondissement du Holstein-de-l'Est (Schleswig-Holstein), en Allemagne.
Il est géré par la WSV de Lübeck .

## Histoire

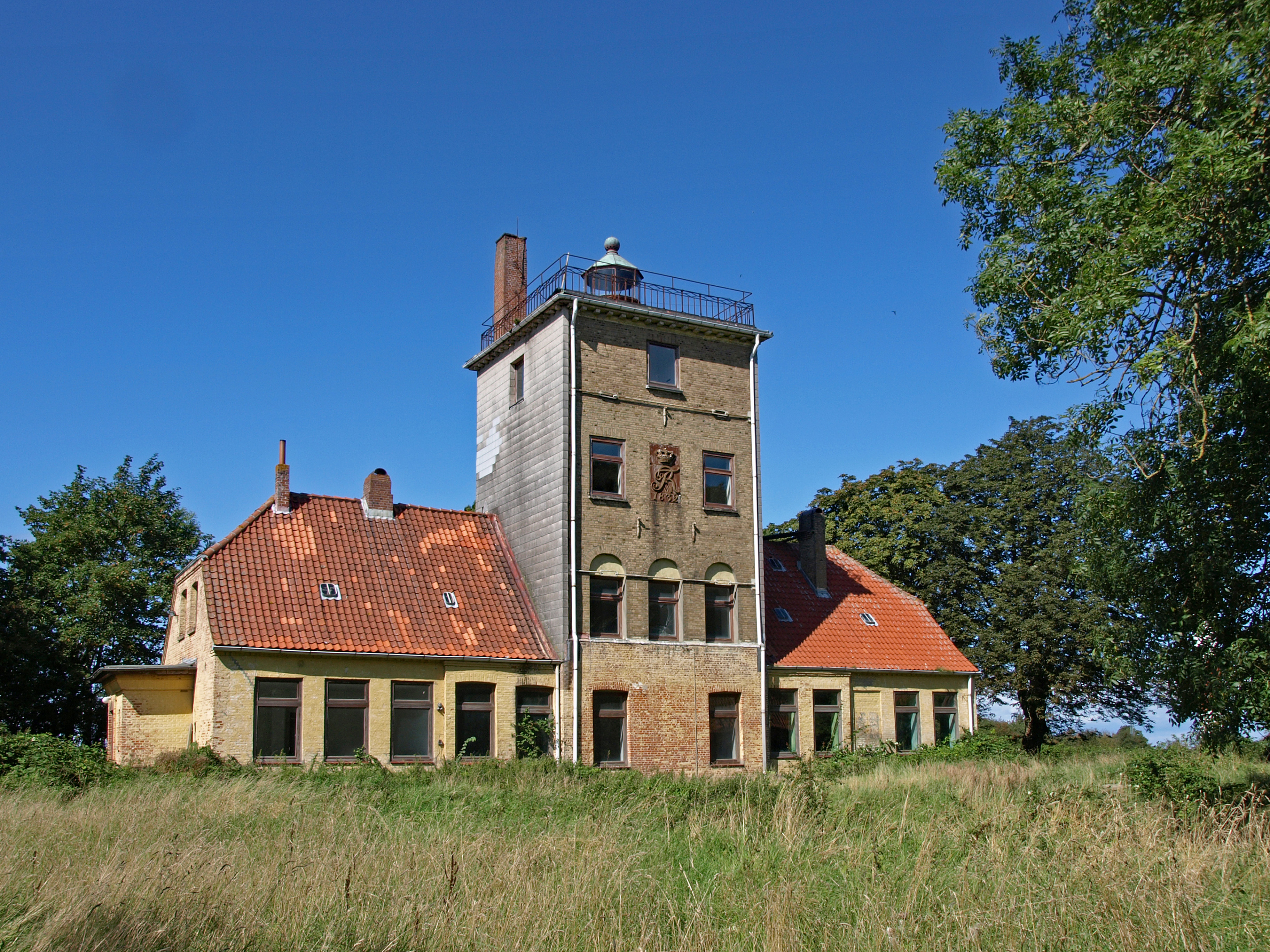
L'ancien phare

Le premier phare a été construit en 1831/32 et mis en service le 28 octobre 1832. Il a remplacé une autre balise à cet endroit. Le bâtiment est en briques rouges avec une tour carrée. Au sommet, il y a une terrasse avec une lanterne ronde. Le côté sud de la tour est orné du monogramme du roi Frédéric VI de Danemark. Ce phare porte le nom de l'épouse de Friedrich, la reine Marie-Sophie de Hesse-Cassel. Outre les signaux optiques, la tour disposait également d’une corne de brume. À partir de 1879, une sirène à air comprimé l'a remplacé et après 1930 un transmetteur à membrane électrique servit de générateur de sons. L'ensemble du système a été mis hors service en 1967. Le bâtiment est maintenant un bâtiment classé. Il n'est pas accessible au public.
Le phare de Marienleuchte , construit en 1964, est situé à la pointe nord-ouest de l'île, entre Puttgarden et Marienleuchte,pour marquer le passage du Fehmarn Belt. Il est équipé du système optique du premier phare. Le phare est aussi équipé d'une sonde mesurant la radioactivité.

## Description
Le phare , est une tour cylindrique en béton armé de 33 m de haut, avec une galerie et une lanterne circulaire. La tour est peinte en blanc et rouge et la lanterne est rouge. Il émet, à une hauteur focale de 39,5 m, quatre brefs éclats blancs et rouges de 0.2 secondes, selon secteurs, par période de 15 secondes. Sa portée est de 22 milles nautiques (environ 33 km) pour le feu blanc et 18 milles nautiques (environ 26 km) pour le rouge.
Identifiant : ARLHS : FED-016 - Amirauté : C1284 - NGA : 3188 .

## Caractéristiques dufeu maritime
Fréquence : 15 secondes (W-R)
- Lumière : 0.2 seconde
- Obscurité : 2.8 secondes
- Lumière : 0.2 secondes
- Obscurité : 5.8 secondes

|             |
| Île Fehmarn |

|          |
| Le phare |

|             |
| La lanterne |

|           |
| L'optique |

|            |
| Monogramme |

### Lien connexe
- Liste des phares en Allemagne